# Creacionismo alienígena
El creacionismo alienígena es la postura pseudohistórica de creacionismo que defiende la intervención de una o varias civilizaciones extraterrestres  y aliens en el desarrollo evolutivo humano o de las formas de vida terrestre en general.
El concepto de creacionismo alienígena no debe ser confundido con el concepto de creacionismo evolutivo, el cual está a favor del proceso evolutivo natural y existencia de un creador (Dios), pero sin argumentar que exista una intervención directa extraterrestre en el proceso evolutivo.

## Descripción e historia
Desde diferentes corrientes de pseudociencias, como la ufología y el estudio pseudocientífico de los ooparts y de pinturas rupestres como las de Tassili n'Ajjer se ha reinterpretado la aparente convergencia de ciertos arquetipos en las distintas mitologías del mundo como evidencia de la intervención de razas extraterrestres en la historia de la humanidad (hipótesis de los antiguos astronautas). Entre estas se cuentan las referencias como: 

-Dioses que interactúan con seres humanos primitivos y les instruyen conocimientos avanzado
-Rituales específicos a dioses o seres mitológicos
-Monumentos y construcciones que la ciencia no puede explicar.

Uno de los defensores más famosos de esta "teoría" es Erich von Däniken.